# Troisième circonscription de la préfecture de Shiga
La troisième circonscription de la préfecture de Shiga (滋賀県第3区, Shiga-ken dai-san-ku) est l'une des quatre circonscriptions législatives que compte la préfecture de Shiga au Japon. Cette circonscription comptait 274 635 électeurs en date du 1er septembre 2021.

## Description géographique
La troisième circonscription de la préfecture de Shiga correspond aux villes de Kusatsu, Moriyama, Rittō et Yasu.

## Députés
| Législature | Début de mandat | Fin de mandat | Député élu             |  | Parti politique |
| ----------- | --------------- | ------------- | ---------------------- |  | --------------- |
| 41e         | 1996            | 2000          | Mineichi Iwanaga (ja)  |  | SE              |
| 42e         | 2000            | 2003          | Mineichi Iwanaga (ja)  |  | PLD             |
| 43e         | 2003            | 2005          | Taizō Mikazuki         |  | PDJ             |
| 44e         | 2005            | 2009          | Taizō Mikazuki         |  | PDJ             |
| 45e         | 2009            | 2012          | Taizō Mikazuki         |  | PDJ             |
| 46e         | 2012            | 2014          | Nobuhide Takemura (ja) |  | PLD             |
| 47e         | 2014            | 2017          | Nobuhide Takemura (ja) |  | PLD             |
| 48e         | 2017            | 2021          | Nobuhide Takemura (ja) |  | PLD             |
| 49e         | 2021            | -             | Nobuhide Takemura (ja) |  | PLD             |